# Abdoul Aziz Nikiéma (Fußballspieler)
Abdoul Aziz Nikiéma (* 12. Juni 1985 in Ouagadougou) ist ein aus Burkina Faso stammender ehemaliger Fußballspieler, der in 13 Länderspielen für Burkina Faso spielte und dabei ein Tor erzielte. Er spielt im linken Mittelfeld.
2001 wurde er von Girondins Bordeaux unter Vertrag genommen und spielte dort in der U19. 2005 wechselte er in die B-Mannschaft von Girondins, danach zu Chamois Niort. 
In der Saison 2008/09 hatte er keinen Vertrag, bis er von einem Scout entdeckt wurde. Die folgende halbe Saison spielte er bei Shanghai Shenhua, danach ging er zu Quingdao Zhongneng. Anfang 2010 spielte er bei Shanghai Shenhua.